# العلاقات القبرصية الليتوانية
العلاقات القبرصية الليتوانية هي العلاقات الثنائية التي تجمع بين قبرص وليتوانيا.

## مقارنة بين البلدين
هذه مقارنة عامة ومرجعية للدولتين:
| وجه المقارنة                                              | قبرص                                                                 | ليتوانيا                                                    |
| --------------------------------------------------------- | -------------------------------------------------------------------- | ----------------------------------------------------------- |
| المساحة (كم2)                                             | 9.24 ألف                                                             | 65.30 ألف                                                   |
| عدد السكان (نسمة)                                         | 1.14 مليون                                                           | 2.79 مليون                                                  |
| الكثافة السكانية (ن./كم²)                                 | 123.38                                                               | 42.73                                                       |
| العاصمة                                                   | نيقوسيا                                                              | فيلنيوس، كاوناس                                             |
| اللغة الرسمية                                             | اليونانية الحديثة، اللغة التركية، لغة يونانية                        | اللغة الليتوانية                                            |
| العملة                                                    | يورو، جنيه قبرصي                                                     | ليتاس ليتواني، يورو                                         |
| الناتج المحلي الإجمالي (بليون دولار)                      | 21.65 مليار                                                          | 47.17 مليار                                                 |
| الناتج المحلي الإجمالي (تعادل القوة الشرائية) بليون دولار | 26.73 مليار                                                          | 84.06 مليار                                                 |
| الناتج المحلي الإجمالي الاسمي للفرد دولار أمريكي          | 23.24 ألف                                                            | 14.15 ألف                                                   |
| الناتج المحلي الإجمالي للفرد دولار أمريكي                 | 30.24 ألف                                                            | 27.69 ألف                                                   |
| مؤشر التنمية البشرية                                      | 0.850                                                                | 0.839                                                       |
| رمز المكالمات الدولي                                      | +357                                                                 | +370                                                        |
| رمز الإنترنت                                              | .cy                                                                  | .lt                                                         |
| المنطقة الزمنية                                           | ت ع م+02:00، ت ع م+03:00، توقيت شرق أوروبا، توقيت شرق أوروبا الصيفي ‏ | ت ع م+02:00، ت ع م+03:00، أوروبا/فيلنيوس ‏، توقيت شرق أوروبا |

## مدن متوأمة
في ما يلي قائمة باتفاقيات التوأمة بين مدن قبرصية وليتوانية:
- ترتبط Agros, Cyprus [الإنجليزية]‏ مع بريناي باتفاقية توأمة.[16]
- ترتبط نيقوسيا مع فيلنيوس باتفاقية توأمة.

## منظمات دولية مشتركة
يشترك البلدان في عضوية مجموعة من المنظمات الدولية، منها:
| علم المنظمة | اسم المنظمة                               | تاريخ انضمام قبرص | تاريخ انضمام ليتوانيا |
| ----------- | ----------------------------------------- | ----------------- | --------------------- |
|             | المنظمة الأوروبية لسلامة الملاحة الجوية   | 1991              | 2006                  |
|             | منظمة الشرطة الجنائية الدولية             | ?                 | ?                     |
|             | الاتحاد البريدي العالمي                   | ?                 | ?                     |
|             | منظمة التجارة العالمية                    | ?                 | ?                     |
|             | مجموعة الموردين النوويين                  | ?                 | ?                     |
|             | مؤسسة التنمية الدولية                     | 2 مارس 1962       | 23 سبتمبر 2011        |
|             | منظمة الأمن والتعاون في أوروبا            | 25 يونيو 1973     | 10 سبتمبر 1991        |
|             | مؤسسة التمويل الدولية                     | 2 مارس 1962       | 15 يناير 1993         |
|             | مجلس أوروبا                               | ?                 | ?                     |
|             | منظمة حظر الأسلحة الكيميائية              | ?                 | ?                     |
|             | الأمم المتحدة                             | 20 سبتمبر 1960    | 17 سبتمبر 1991        |
|             | الاتحاد الدولي للاتصالات                  | 24 أبريل 1961     | 1 يوليو 1923          |
|             | الاتحاد الأوروبي                          | 1 مايو 2004       | 1 مايو 2004           |
|             | البنك الدولي للإنشاء والتعمير             | 21 ديسمبر 1961    | 6 يوليو 1992          |
|             | المركز الدولي لتسوية المنازعات الاستشارية | 25 ديسمبر 1966    | 5 أغسطس 1992          |
|             | وكالة ضمان الاستثمار متعدد الأطراف        | 12 أبريل 1988     | 8 يونيو 1993          |
|             | يونسكو                                    | 6 فبراير 1961     | 7 أكتوبر 1991         |

## وصلات خارجية
- موقع وزارة الخارجية القبرصية
- موقع وزارة الخارجية الليتوانية